# 이강준 (야구 선수)
이강준(李康俊, 2001년 12월 14일 ~ )은 KBO 리그 키움 히어로즈의 투수이다. 최고 구속 158km/h의 빠른 공과 슬라이더가 주무기이다.

## 아마추어 시절
강원 설악고등학교 3학년 때 언더핸드 투수 중 가장 두각을 드러냈다. 이 때 활약해 청소년대표팀 엔트리에 승선했다.

## kt 위즈시절
2020년에 입단하였다. 2020년 5월 26일 KIA 타이거즈전에서 구원 등판하며 데뷔 첫 경기를 치렀고, 경기에서 1이닝 무실점을 기록했다.

## 롯데 자이언츠시절
2021년 7월 31일 당시 kt 위즈 소속이었던 그, 롯데 자이언츠 소속이었던 김준태, 오윤석과 2:1 트레이드를 통해 이적하였다.

## 키움 히어로즈시절
2023년 1월 20일 FA를 통해 롯데 자이언츠로 이적한 한현희의 보상 선수로 지명돼 이적하였다.

## 상무 야구단시절
2023년 5월에 입단하였다.

## 출신 학교
- 서당초등학교
- 평촌중학교(전학) → 강원 설악중학교
- 강원 설악고등학교

## 통산 기록
| 연도 | 팀명  | 평균자책점 | 경기 | 완투 | 완봉 | 승 | 패 | 세 | 홀 | 승률  | 타자 | 이닝 | 피안타 | 피홈런 | 볼넷 | 사구 | 탈삼진 | 실점 | 자책점 |
| ---- | ----- | ---------- | ---- | ---- | ---- | -- | -- | -- | -- | ----- | ---- | ---- | ------ | ------ | ---- | ---- | ------ | ---- | ------ |
| 2020 | kt    | 6.35       | 4    | 0    | 0    | 0  | 0  | 0  | 0  | -     | 33   | 5⅔   | 9      | 1      | 5    | 3    | 3      | 4    | 4      |
| 2021 | 롯데  | 10.80      | 15   | 0    | 0    | 1  | 0  | 0  | 0  | 1.000 | 48   | 8⅓   | 11     | 1      | 13   | 2    | 4      | 11   | 10     |
| 2022 | 롯데  | 10.24      | 13   | 0    | 0    | 0  | 0  | 0  | 1  | -     | 57   | 9⅔   | 9      | 1      | 20   | 0    | 6      | 11   | 11     |
| 통산 | 2시즌 | 9.51       | 32   | 0    | 0    | 1  | 0  | 0  | 1  | 1.000 | 138  | 23⅔  | 29     | 3      | 38   | 5    | 13     | 26   | 25     |